# Bermúdez (telenovela)
Bermúdez (lanzada inicialmente con el título Todas odian a Bermúdez) —en inglés: Every Woman Hates Bermúdez— es una telenovela colombiana producida y emitida por Caracol Televisión.

## Sinopsis
La telenovela narra la historia de Arturo Bermúdez (Victor Hugo Cabrera), un periodista deportivo que trabaja para Hechos, una revista de actualidad con sede en Bogotá. Bermúdez, quien se destaca en su labor periodística, se caracteriza no obstante por su humor pesado, sus chistes y comentarios malintencionados y su falta de respeto hacia las mujeres, en particular hacia sus compañeras de trabajo —motivo por el cual la anterior redactor jefe de la publicación renunció—. 
A la revista, propiedad de Gonzalo Lleras (Diego Bertie), quien vuelve al país para hacerse cargo de sus negocios, llega como directora Silvia Vargas (Valentina Rendón), compañera de universidad de Bermúdez, a quien éste se refiere de manera burlona como la cuatrolámparas (debido a que Silvia usaba gafas permanentes en ese entonces). El nombramiento les trae muchos momentos incómodos a los dos, pues Bermúdez —quien creía que iba a asignársele la jefatura de redacción con el anterior director—, en su afán de no dejarse "pisotear" por Silvia, hace todo lo que sea posible para hacerla sentir mal o sacarla de casillas, sin lograr nunca el efecto esperado. Por el contrario, muchas de las situaciones por las que atraviesa Bermúdez hacen que Silvia le responda ayudándolo en momentos en que él lo necesita.
Sin saberlo, Silvia y Arturo sostienen una amistad vía internet. En las noches, chatean usando respectivamente los seudónimos de Solitaria y Solitario. El anonimato de ambos les permite desahogarse y darse apoyo mutuo de manera honesta, así en la vida real ocurra muchas veces todo lo contrario.
Silvia se fija en Gonzalo, su jefe y excompañero de universidad, a quien llama en secreto y cariñosamente el jefe papito, por su atractiva apariencia física y su caballerosidad. Por otro lado, Bermúdez sigue enamorado de su amor de juventud, Lucía Congote (Andrea Nocetti), exnovia de Gonzalo y quien trabaja en el canal de televisión propiedad de su familia. Lucía, en un momento dado, saca partido de lo que siente Bermúdez por ella para utilizarlo en sus planes de desestabilizar a Silvia, a quien odia por haberle quitado, según ella, el amor de Gonzalo.

## Elenco
- Valentina Rendón como Silvia Vargas (directora de la revista Hechos, interesada en Arturo Bermúdez y Gonzalo Lleras se queda con Bermúdez  ve en el un gran persona  se enamoran en el transcurso  de la historia).
- Victor Hugo Cabrera es Arturo Bermúdez (periodista deportivo de Hechos, interesado en Lucia Congote, se decepciona de ella y se enamora de Silvia vargas viendo que el amor supera  todas las barreras).
- Diego Bertie as Gonzalo Lleras (dueño de la revista Hechos, exnovio de Lucía, interesado en Silvia Vargas).
- Andrea Nocetti as Lucía Congote (hija de los propietarios del canal MW, exnovia de Gonzalo Lleras, sigue enamorada de gonzalo y también de Bermúdez pero lo niega al final le da duro que la rechacen gonzalo y también Arturo).
- Isabel Cristina Estrada como Paola Ramírez[9] / Paola Rincón[10] (editora política de Hechos, mejor amiga de Silvia, sale en secreto con Rodrigo).
- Cecilia Navia como Luz Adriana Archila[9][11] / Luz Adriana Giraldo.[10] / Luz Adriana Jiménez[12] (editora de los temas del hogar y la mujer en Hechos, nombrada redactora jefa por Silvia)
- Carlos Barbosa como Gerardo Bermúdez (padre de Arturo, pensionado).
- Consuelo Moure como Lola Ortiz de Vargas.[13] / Lola Angarita de Vargas.[14] (madre de Silvia, secretaria en la universidad).
- Claudia Liliana González como Capitán Lina Vargas (hermana mayor de Silvia, oficial de policía; mencionada en el material promocional como Carmenza,[13][15] nunca en la emisión de la telenovela).
- Andrés Felipe Martínez como Rodrigo Mejía[10] (jefe de ventas de Hechos, mejor amigo de Arturo, sale en secreto con Paola).
- María Angélica Mallarino como Olga Guerrero[10] (editora internacional de Hechos, exprofesora de Silvia, amiga de Gonzalo).
- Ana María Arango como Marinita González[10] (encargada de servicios generales en Hechos).
- Carmenza Cossio como Albita (secretaria de Silvia).
- Claudio Cataño como Diego Medina[10] (editor fotográfico de Hechos, enamorado de Lucía, su mejor amiga).
- María Isabel Henao como Ana Fernanda Ramírez[10] (editora de las secciones económica y nacional de Hechos).
- Manolo Orjuela como Manuel Aguilar.[10] (editor de la sección de arte y diseño de Hechos).
- Natalia Reyes como Marcela Delgado.[16] (ahijada de la mamá de Yiyo, editora deportiva en Hechos, enamorada de Bermúdez, a quien considera su "maestro").
- Néstor Alfonso Rojas as Yiyo (agiotista, los Bermúdez se meten en problemas con él).
- Kepa Amuchastegui as Lorenzo Castillo.[17] (profesor de derecho en la universidad, amigo de Olga, interés amoroso de Lola).
- María Cecilia Botero como Cecilia de Lleras (madre de Gonzalo).
- Gloria Echeverry como Estella (Secretaria de Gonzalo Lleras).
- Taliana Vargas[18] como Robin Arzuaga (ejecutiva de una editorial española).
- Sergio Borrero como Periodista deportivo.
- María Claudia Torres[19] como Astrid (novia de Gerardo en los primeros capítulos, lo utiliza para conseguir dinero).
- Alberto León Jaramillo como Aníbal Fernández[10] (director saliente de Hechos, amigo de Bermúdez).
- Mauricio Sarmiento[20] como Danilo Tocarruncho (amigo de Lina, sale en una cita a ciegas con Silvia).
- Andrés Martínez como Manuel Albornoz, alias Manueca (jefe de una banda de ladrones, ayuda a Silvia a conseguirle un regalo a Arturo, interesado en Paola).
- Federico Rivera como Carecrimen.

## Recepción
Tras cumplir su primera semana al aire, el crítico Javier Santamaría afirmó que las mediciones de audiencia, menores a lo esperado, se debían al "desacierto en la elección del casting, situaciones argumentales repetitivas [y] la escenografía inmutable novela tras novela". Santamaría critica a Isabel Cristina Estrada y Andrea Nocetti, pues según él sus personajes son "fotocopias" de los que dichas actrices interpretaran en Nuevo rico, nuevo pobre, otra producción de Caracol TV. Sin embargo, elogia a Valentina Rendón, quien "se ajusta al perfil del personaje y es una actriz que puede dar mucho, siempre y cuando las condiciones estén dadas", y de Víctor Hugo Cabrera dice que "no lo está haciendo tan mal enfundado en el ropaje de Arturo Bermúdez", si bien "para algunos colegas conserva visos marcados del famoso Méndez de  Hasta que la plata nos separe", telenovela de RCN Televisión que también protagonizó. Santamaría señala aciertos en "los juegos de edición" y le "parece importante que la musicalización juegue papel protagonista, ya que de unos años a la fecha, los libretistas y editores le restaron importancia a este fundamental apoyo".
El día de su estreno, Todas odian a Bermúdez fue el programa televisivo más sintonizado en Colombia. No obstante, al estar enfrentada a El último matrimonio feliz, la telenovela más fuerte de RCN TV en ese momento, el nivel de audiencia descendió. Caracol TV la cambió de horario y le quitó el "Todas odian a" del título, logrando que la audiencia respondiera. Bermúdez, a pesar de ser el producto más "débil" del horario triple A de Caracol TV, lograba vencer en sintonía a las producciones de RCN TV, especialmente tras el colapso del índice de audiencia de este último canal (que estrenó, cambió de horario o sacó del aire varias de sus producciones en el primer trimestre de 2009, y se vio afectado tras el final de El último matrimonio feliz) y el buen desempeño de las demás producciones de Caracol TV (que se emitían antes de Bermúdez)
En abril de 2009, El Tiempo afirmó que Bermúdez había sido recortada de 120 a 80 capítulos de una hora (aunque en la práctica Caracol TV transmitía capítulos de menos de media hora) y que las grabaciones terminarían a mediados de dicho mes. En los L.A. Screenings 2009, realizados a finales de mayo en Los Ángeles, Bermúdez fue presentada como una serie de 80 episodios. En mayo, Diego Bertie le dijo a un periódico peruano que Bermúdez había sido recortada a 100 capítulos, afirmando que "la competencia está muy complicada en Colombia". Ana María Arango le dijo a El Tiempo que estaba "triste" por el recorte pues el personaje que interpretaba no se convirtió en periodista "como estaba escrito en los libretos".

### El final
A comienzos de agosto de 2009, Caracol TV anunció los últimos capítulos de Bermúdez, si bien la trama de la telenovela no presagiaba su final, pues sus protagonistas apenas estaban iniciando un acercamiento. El 17 de agosto, día festivo, transmitió un especial de 100 minutos que tuvo poca promoción (en Colombia no suelen transmitirse telenovelas los días festivos). Al día siguiente, en una nota de Noticias Caracol se anunció su final para el 21 de agosto. Cientos de televidentes protestaron en la página web del canal debido a lo abrupto del final, que únicamente resolvió, de manera acelerada, la situación de los protagonistas, dejando inconclusas las historias de los demás personajes. Al parecer, Caracol TV necesitaba liberar espacio en su parrilla de programación para transmitir el reality show Desafío 2009 y la serie Las muñecas de la mafia. En Colombia no se emitieron las 80 horas (de 42 minutos aproximadamente, con comerciales) grabadas.
Un día antes del final, Juliana Tabares, periodista del programa Doble vía (espacio de la defensoría del televidente de Caracol TV), afirmó que las grabaciones de Bermúdez habían terminado el 30 de abril y que, a pesar del corto tiempo al aire, no había sido recortada ni iba a recibir otro final "al que se había acordado". Una semana más tarde, Amparo Pérez, defensora del televidente del canal, admitió que "los capítulos finales fueron recortados y se le dio un final rápido donde hubo fallas inclusive (sic) de edición", añadiendo que las opiniones de los televidentes fueron enviadas al "departamento de producción del Canal Caracol".

## Emisión internacional
En México la telenovela se transmite en el canal 52MX, desde el 27 de julio de 2009. En Venezuela, se estrenó el 16 de septiembre de 2009 por RCTV en el horario de las 10 de la noche. En Ecuador es transmitida por Teleamazonas desde el 28 de septiembre de 2009. En los tres países la telenovela conserva su título inicial. En Panamá la producción se estrenó a comienzos de 2010 a la medianoche en TVN, con el título de Bermúdez. En Nicaragua es transmitida por Multinoticias Canal 4 en horario de 5:00 p. m..

## Premios

### Premios India Catalina
- Mejor actor de reparto de telenovela o serie Andrés Felipe Martínez